# Acrocephalus astrolabii
Espèce
Synonymes
- Acrocephalus luscinius astrolabii Holyoak & Thibault, 1978

Statut de conservation UICN

 EX  : Éteint
Acrocephalus astrolabii est une espèce d'oiseaux éteinte de la famille des Acrocephalidae, autrefois considérée comme sous-espèce de la Rousserolle rossignol (A. luscinius).

## Répartition
Cette espèce était endémique de l'île de Mangareva, en Polynésie française.